# Autavaux
Autavaux är en ort i kommunen Estavayer i kantonen Fribourg, Schweiz. Orten var före den 1 januari 2006 en egen kommun, men slogs då samman med kommunerna Forel och Montbrelloz till kommunen Vernay som i sin tur blev en del av kommunen Estavayer den 1 januari 2017.